# Margaret Bingham
Margaret Bingham, comtesse de Lucan (1740 - 27 février 1814) est une peintre, copiste et poétesse anglaise dont l'art était fort admiré par Horace Walpole. Ses « vers » pseudonymes « sur l'état actuel de l'Irlande » ont vivement protesté contre le traitement réservé à l'Irlande par le Royaume-Uni. 

## Vie privée
Margaret Bingham est née Smyth à Devon, en Angleterre, la cadette des deux filles de James Smith, député de Canons-Leigh, dans le Devon, et de sa femme Grace,. En 1760, elle épouse Charles Bingham, futur 1er comte de Lucan. Elle mourut en 1814 à St James's Place à Londres,, et laissa cinq enfants :
- Lady Lavinia Bingham, qui a épousé George Spencer (2e comte Spencer),
- Lady Eleanor Margaret Bingham,
- Lady Louisa Bingham,
- Lady Anne Bingham et
- Richard Bingham, 2e comte de Lucan, qui a succédé à son père.

## Œuvre
En tant qu’artiste, elle a souvent copié le travail d’autres artistes et peint des miniatures,. Ses travaux ont été rassemblés au Royaume-Uni et en France. À Paris, elle a eu accès au Palais-Royal pour copier des œuvres des artistes exposés, qui appartenaient au duc d'Orléans. Son travail principal consistait à fournir des miniatures et des enluminures pour une édition en cinq volumes des pièces de théâtre historiques de Shakespeare, pour la bibliothèque d'Althorp, dans le Northamptonshire. Cela lui a pris 16 ans. Elle a également peint des portraits, des natures mortes et des paysages. 
Horace Walpole l'a beaucoup admiré, et lui fait plusieurs allusions flatteuses dans ses lettres. Dans ses Anecdotes, il lui attribue « un génie qui déprécie presque les maîtres [dont elle a copié les œuvres] quand on considère qu'ils ont passé leur vie à atteindre la perfection ». 
En tant qu'écrivain, Lady Lucan a publié vers 1778 Vers, sur l'état actuel de l'Irlande, une forte protestation poétique contre le traitement de l'Irlande par la Grande-Bretagne. Il a été publié à Dublin sous le pseudonyme de Lady L – n. 